# Davıdonu
Davıdonu är en ort i Azerbajdzjan.   Den ligger i distriktet Lerik Rayonu, i den södra delen av landet, 200 km sydväst om huvudstaden Baku. Davıdonu ligger 451 meter över havet och antalet invånare är 717.
Terrängen runt Davıdonu är kuperad. Runt Davıdonu är det ganska tätbefolkat, med 120 invånare per kvadratkilometer.. Närmaste större samhälle är Arkewan, 15,9 km nordost om Davıdonu. 
I omgivningarna runt Davıdonu växer i huvudsak blandskog.